# The Last Poets
The Last Poets sind eine afroamerikanische Gruppe von Musikern und Dichtern, die Ende der 1960er Jahre infolge der Bürgerrechtsbewegung und des Schwarzen Nationalismus zusammenfand. Der Name der Gruppe leitet sich her von einem Gedicht des südafrikanischen Dichters Keorapetse Kgositsile.
Die Last Poets gelten als Pioniere des Hip-Hop. Der Musikkritiker Jason Ankeny schrieb über sie: „Mit ihren politischen Raps, strengen Rhythmen und mit ihrem Engagement für afroamerikanische Werte haben die Last Poets fast im Alleingang die Basis für die Entstehung des Hip-Hop gelegt.“

## Geschichte
In ihrer ursprünglichen Besetzung wurden die Last Poets am 19. Mai 1968 im Marcus Garvey Park in Harlem gegründet. Gründungsmitglieder waren Felipe Luciano, Gylan Kain und David Nelson.
Über einen Workshop für Schriftsteller, den Harlem-Writers-Workshop East Wind, stießen 1969 Jalal Mansur Nuriddin, Umar Bin Hassan, Abiodun Oyewole sowie der Perkussionist Nilaja zu den Last Poets. Sie alle waren an dem 1970 erschienenen, ersten Album der Last Poets wesentlich beteiligt. Die LP entstand unter Mitwirkung des Jimi-Hendrix-Produzenten Alan Douglas.
1971 erschien das zweite Album This Is Madness, jedoch ohne Abiodun Oyewole, der seinerzeit eine Gefängnisstrafe absitzen musste. This Is Madness ist gekennzeichnet durch politischere Texte, was dazu führte, dass die Gruppe in der Folge geheimdienstlich überwacht wurde. Nach dem zweiten Album verließ Umar Bin Hassan die Gruppe und wurde durch Sulaiman El-Hadi ersetzt. Auf dem dritten, 1972 erschienenen Album Chastisement experimentierten die Last Poets mit einem neuen Sound, den sie Jazzoetry nannten; statt der minimalistischen Begleitung durch Perkussionsinstrumente war dies ein voller Sound, in dem sich Element des Jazz und Funk mit den nach wie vor poetisch-politischen Texten verbanden. 1976 erschien ein Album mit diesem Titel.
Im Laufe der 1970er Jahre hatte die Gruppe zunehmend weniger Erfolg. Dies änderte sich erst in den 1980ern, als mit dem Aufstieg von Hip-Hop viele Rap-Musiker die Last Poets sampelten und als Vorbilder nannten. Jalal Mansur Nuriddin und Sulaiman El-Hadi arbeiteten in den Folgejahren als Last Poets auf mehreren Alben zusammen, darunter Oh My People (1984) und Freedom Express (1988). Seither folgten, in unterschiedlicher Besetzung, weitere Aufnahmen.
In den vergangenen Jahren haben Mitglieder der Last Poets unter anderem mit Rappern wie Common, Kanye West und Nas zusammengearbeitet. „S/T“ von 1970 wurde in die legendäre Wire-Liste The Wire’s „100 Records That Set the World on Fire (While No One Was Listening)“ aufgenommen.

## Diskografie (Auswahl)
- 1970: The Last Poets (Abiodun Oyewole, Jalal Mansur Nuriddin, & Umar Bin Hassan)
- 1971: This Is Madness (Jalal Mansur Nuriddin & Umar Bin Hassan)
- 1973: Chastisement (Jalal Mansur Nuriddin & Sulaiman El-Hadi)
- 1973: The Hustlers Convention (Jalal Mansur Nuriddin)
- 1974: At Last (Jalal Mansur Nuriddin, Sulaiman El-Hadi, & Umar Bin Hassan)
- 1976: Delights of the Garden (Jalal Mansur Nuriddin & Sulaiman El-Hadi)
- 1984: Oh, My People (Sulaiman El-Hadi & Jalal Mansur Nuriddin)
- 1988: Freedom Express (Sulaiman El-Hadi & Jalal Mansur Nuriddin)
- 1994: Scatterap / Home (Sulaiman El-Hadi & Jalal Mansur Nuriddin)
- 1995: Holy Terror (Abiodun Oyewole & Umar Bin Hassan)
- 2004: Science Friction (Jalal Mansur Nuriddin)
- 2018: Understand What Black Is (Baba Donn Babatunde, Abiodun Oyewole & Umar Bin Hassan)
- 2024: The Last Poets and Tony Allen Ft. Egypt 80: Africanism[4]

## Bücher
- Vibes From the Scribes, Pluto Press, 1985

## Filme
- Right On!: Poetry on Film (1971), Regie Herbert Danska
- The Last Poets – Made in Amerikkka (2009), Regie: Claude Santiago